# Anton Heimerl
Anton Heimerl (* 12. Februar 1857 in Pest, Kaisertum Österreich; † 5. März 1942 in Wien) war ein österreichischer Botaniker. Sein offizielles botanisches Autorenkürzel lautet „Heimerl“.

## Leben und Wirken
Heimerl war Professor an der k. und k. Staatsrealschule in Fünfhaus in Wien.
Zu seinen Spezialgebieten zählte die Pflanzenfamilie der Wunderblumengewächse (Nyctaginaceae).
Für das Werk Die natürlichen Pflanzenfamilien von Adolf Engler und Carl Prantl schrieb er „Phytolaccaceae, Nyctaginaceae“ (Band 3, Nummer 1b, 1889); für Band 16c der 2. Auflage schrieb er „Nyctaginaceae, Phytolaccaceae, Gyrostemonaceae, Achatocarpaceae“ (1934).

## Ehrungen
Nach ihm benannt ist die Pflanzengattung Heimerliodendron Skottsb. aus der Familie der Nyctaginaceae.

## Werke (Auswahl)
- Schulflora von Österreich. (Alpen- und Sudetenländer, Küstenland südlich bis zum Gebiete von Triest). Pichler, Wien 1903. 3. Aufl. 1933.[1]
- Flora von Brixen a. E. Ein mit Standorts- und Höhenangaben versehenes Verzeichnis der im weiteren Gebiete von Brixen a. E. (Südtirol) beobachteten wildwachsenden höheren Sporen- und Samenpflanzen, der Nutzgewaechse und Ziergehölze. Deuticke, Wien 1911.